# Eigentliche Papageien
Die Eigentlichen Papageien (Psittacidae) sind eine Vogelfamilie aus der Ordnung der Papageien (Psittaciformes). Die Familie umfasst insgesamt 37 Gattungen und 175 Arten. Zu ihnen gehören alle Papageien Süd- und Mittelamerikas sowie der afrikanische Graupapagei (Psittacus erithacus) und die afrikanischen Langflügelpapageien (Poicephalus). Bis 2012/2018 gehörten auch alle übrigen afrikanischen Papageien und die Papageien Asiens zu den Psittacidae. Aufgrund genetischer Daten wurden die Altweltpapageien (Psittaculidae) jedoch von den Psittacidae getrennt und bilden jetzt eine eigenständige Familie. Das Verbreitungsgebiet der Eigentlichen Papageien umfasst Süd- und Mittelamerika sowie Afrika südlich der Sahara mit Ausnahme der Kapregion.

## Merkmale
Wie andere Papageien besitzen sie einen kräftigen, gekrümmten Schnabel, der nicht nur zum Fressen dient, sondern auch als Kletterhilfe, zygodactyle Füße und zeigen oft eine auffallend bunte Färbung, wobei bei vielen Arten Grüntöne überwiegen. In ihrer Größe sind sie sehr unterschiedlich mit den Blauaras (Anodorhynchus) und Eigentlichen Aras (Ara) als größte Arten und den Sperlingspapageien (Forpus) als kleinste. Wie alle Papageien verfügen sie über ein komplexes Sozialsystem. Ihre Lautäußerungen sind laut, nicht melodisch und kreischend.

## Lebensraum und Ernährung
Die Eigentlichen Papageien kommen generell in Wäldern oder in Savannen oder anderen Grasländern mit einem mehr oder weniger dichten Baumbestand vor, die meisten in den Tropen und Subtropen, einige wenige auch in gemäßigten Klimazonen.
Die meisten Eigentlichen Papageien ernähren sich von Samen und Früchten. Dabei halten sie ihre oft harte Nahrung mit ihren Füßen und öffnen sie mit ihrem kräftigen, gebogenen Schnabel. Viele südamerikanischen Papageien fressen lehmige Erde, was der Neutralisation von Giftstoffen aus Früchten und Samen dient.

## Fortpflanzung

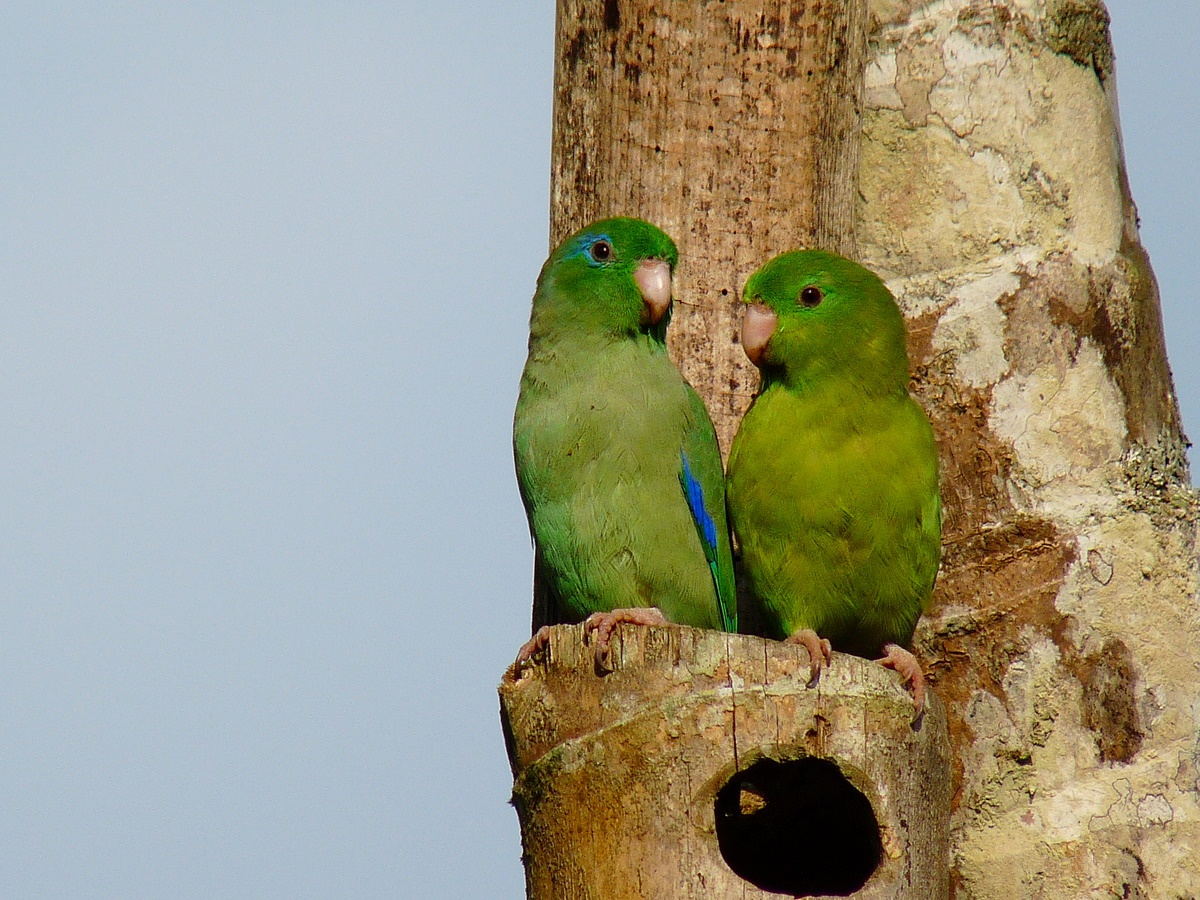
Paar der Brillensperlingspapageien (Forpus conspicillatus) auf ihrem Baumhöhlennest

Eigentliche Papageien sind monogam und beide Eltern kümmern sich um die Jungen. Fast alle Mitglieder dieser Familie nisten in irgendeiner Art von Höhle, in den meisten Fällen ein Baumloch. Sind keine Bäume vorhanden, kann das Nest auch in einer Erdhöhle oder in einer Höhle in einem Termitenhügel errichtet werden. Die einzige Ausnahme sind die Mönchssittiche (Myiopsitta), die aus kleinen Ästen und Zweigen große Nester auf Baumkronen, Pfählen oder auf Felsvorsprüngen bauen, wobei besonders große Nester von mehreren Paaren genutzt werden und mehrere Nistkammern haben. Oft werden existierende Baumhöhlen genutzt, die meisten Arten errichten sie aber selber, indem sie verrottendes Holz aus Baumstämmen entfernen. Die Gelege bestehen aus einem bis maximal elf Eier, die 14 bis 28 Tage lang bebrütet werden. Das Brüten beginnt, nachdem das erste Ei gelegt wurde, was dazu führt, dass zwischen dem Schlupf der einzelnen Papageienjungen ein gewisser Zeitraum vergeht und sie unterschiedlich groß sind. Die Gelegegröße ist von der Größe des Muttertiers abhängig sowie von der Stabilität der Umwelt. Meist brütet nur das Weibchen, das während dieser Zeit vom Männchen mit Nahrung versorgt wird. Nach dem Schlupf werden die Küken, bis das erste Daunengefieder gewachsen ist, weiter vom Weibchen gewärmt und vom Männchen gefüttert. Sobald die Befiederung der Nestlinge soweit entwickelt ist das sie nicht mehr auskühlen können, versorgen beide Elternteile die Jungen. Nach dem Ausfliegen sind die Jungvögel bei den Sperlingspapageien (Forpus) sofort völlig selbstständig, während viele junge Aras noch bis zu einem Jahr nach dem Ausfliegen gelegentlich von ihren Eltern gefüttert werden.

## Systematik
Die Bezeichnung Psittacidae wurde 1811 durch den deutschen Zoologen Johann Karl Wilhelm Illiger eingeführt. Ursprünglich gehörten alle Papageienarten zu den Psittacidae. Nach und nach wurden dann die Kakadus (Cacatuidae), die neuseeländischen Eulenpapageien (Strigopidae) und zuletzt die Altweltpapageien (Psittaculidae) als eigenständige Familien von den Psittacidae abgetrennt. Die Trennung von Psittacidae und Psittaculidae ist inzwischen weitgehend anerkannt. Beide Familien sind Schwesterfamilien und zusammen die Schwestergruppe der Kakadus.

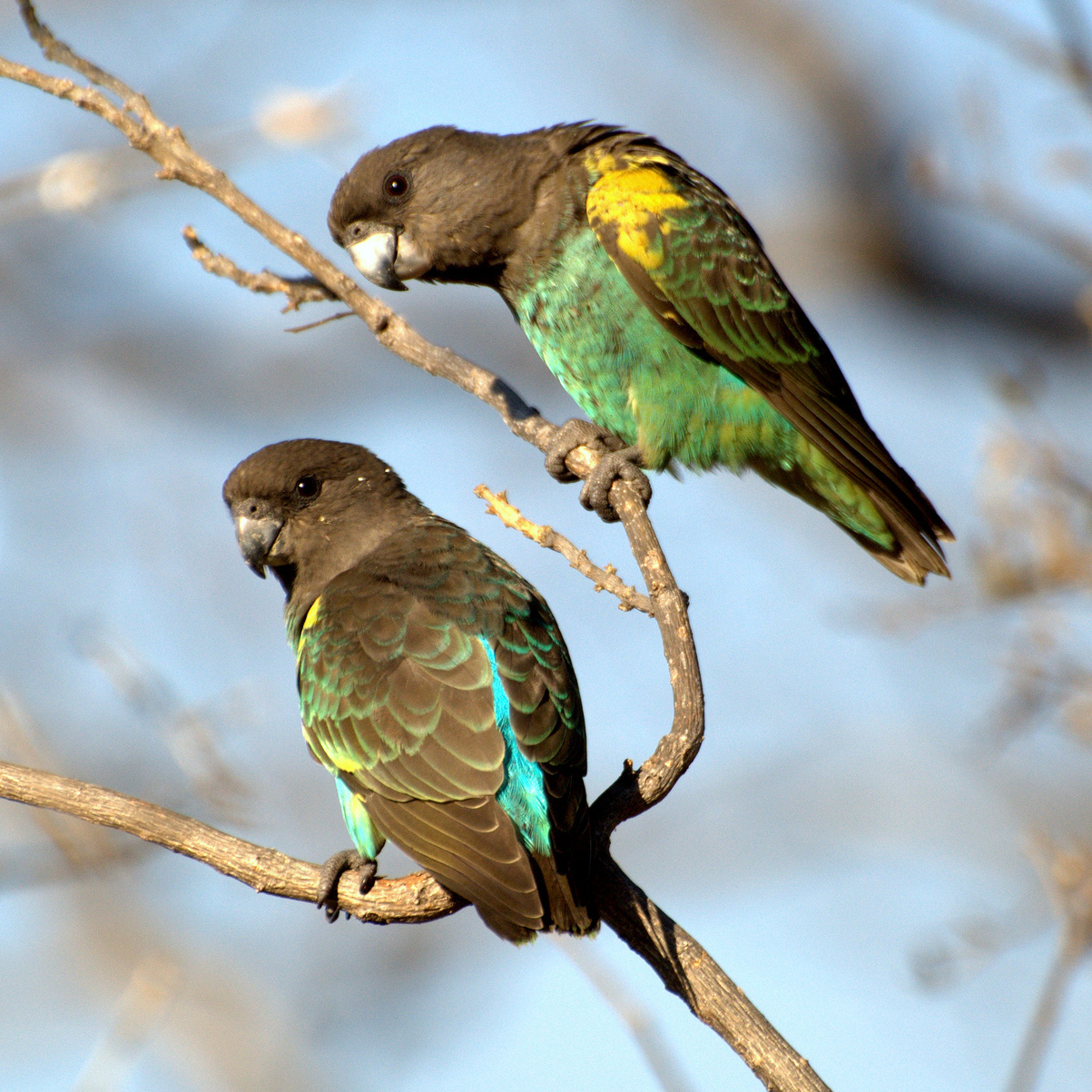
Goldbugpapageien (Poicephalus meyeri)

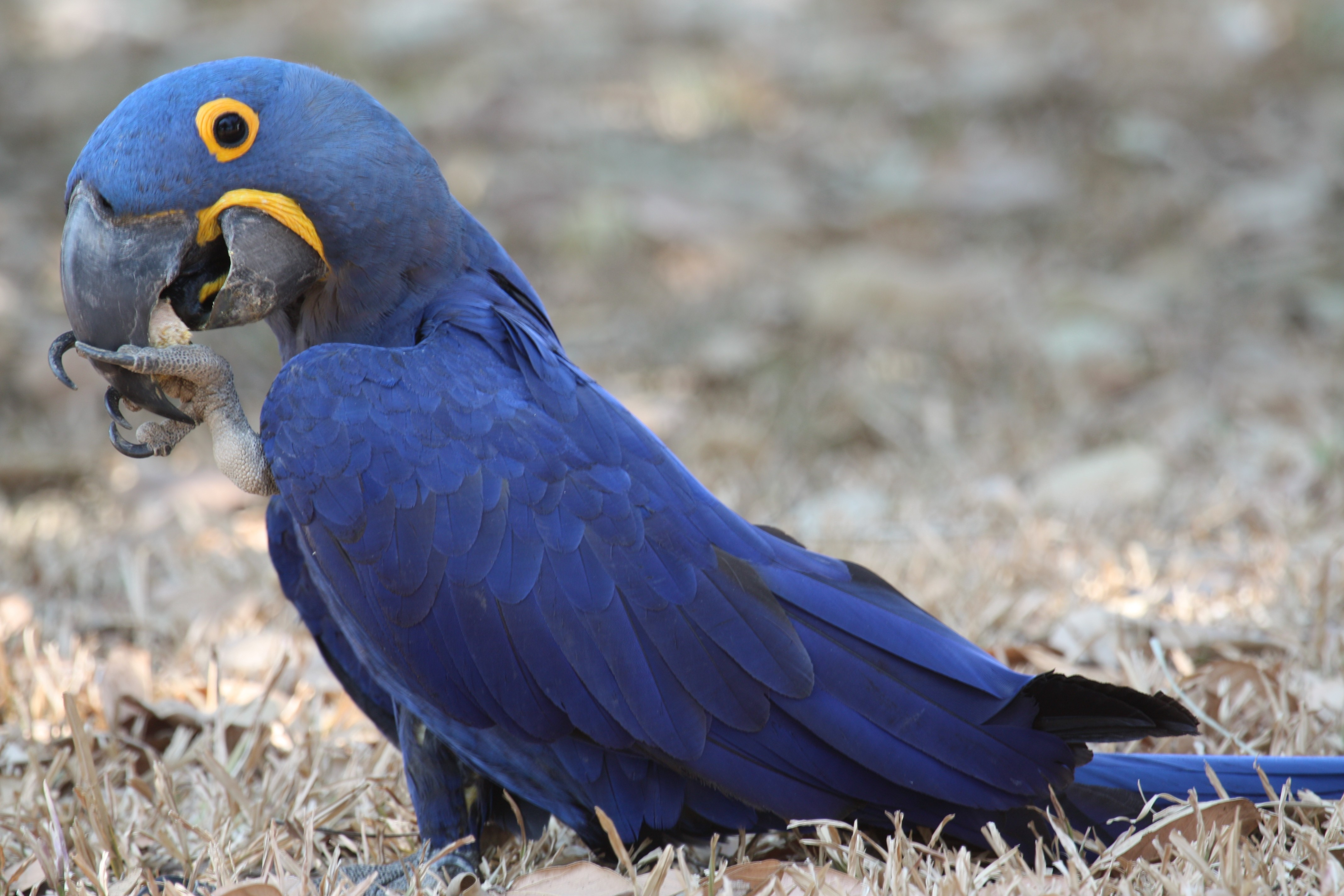
Hyazinthara (Anodorhynchus hyacinthinus)

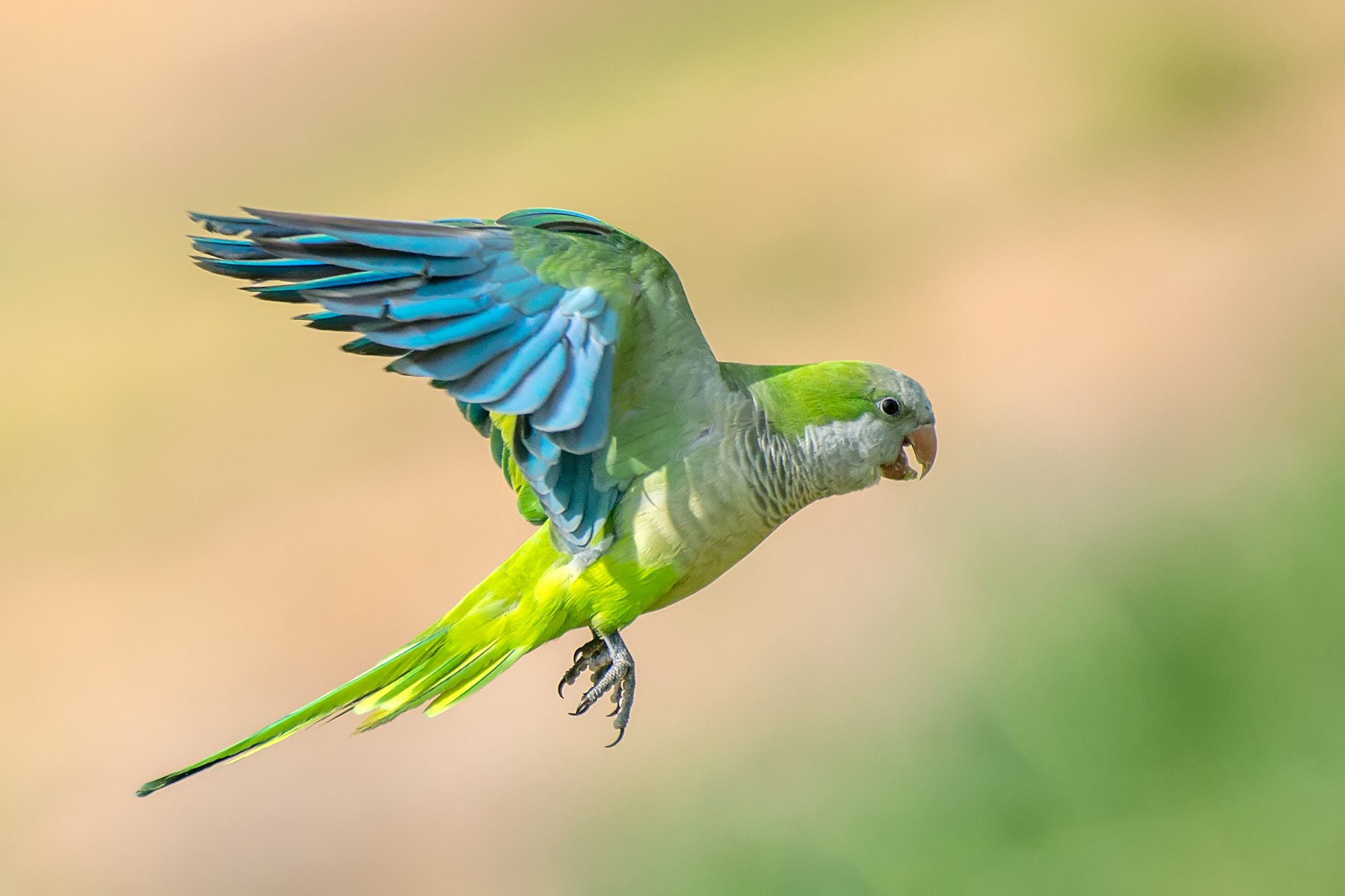
Mönchssittich (Myiopsitta monachus)

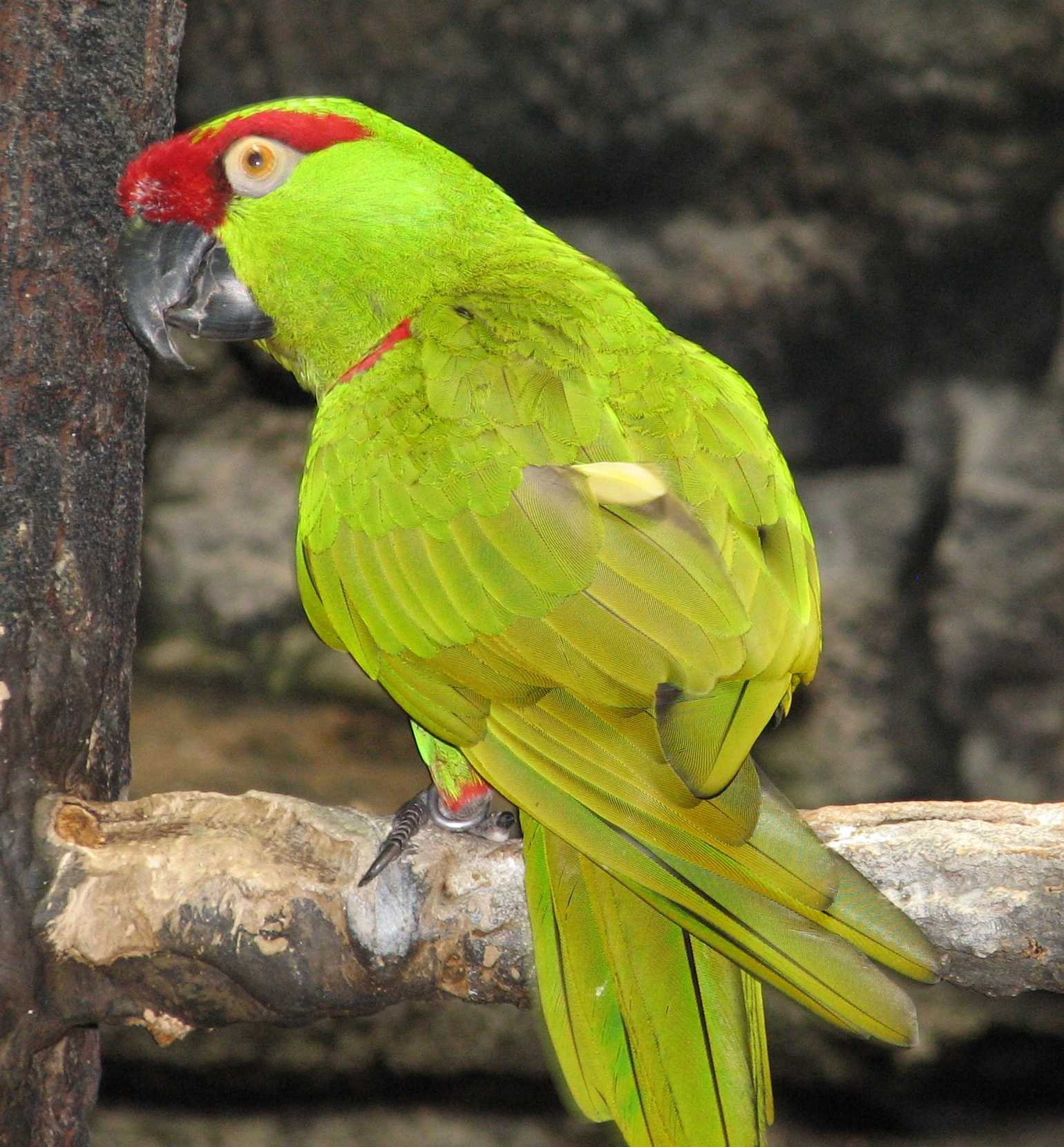
Arasittich (Rhynchopsitta pachyrhyncha)

## Gattungen
Zu den Eigentlichen Papageien gehören die folgenden Gattungen (Unterfamilien nach Winkler et al. (2015)).
- Unterfamilie Psittacinae
  - Graupapagei (Psittacus)
  - Langflügelpapageien (Poicephalus)
- Unterfamilie Neuweltpapageien (Arinae)
  - Gelbbauchamazone (Alipiopsitta)
  - Amazonenpapageien (Amazona)
  - Blauaras (Anodorhynchus)
  - Eigentliche Aras (Ara)
  - Keilschwanzsittiche (Aratinga)
  - Dickschnabelsittiche (Bolborhynchus)
  - Schmalschnabelsittiche (Brotogeris)
  - † Karolinasittich (Conuropsis)
  - Felsensittich (Cyanoliseus)
  - Spixara (Cyanopsitta)
  - Fächerpapagei (Deroptyus)
  - Grauschnabel-Zwergara (Diopsittaca)
  - Langschnabelsittiche (Enicognathus)
  - Sperlingspapageien (Forpus)
  - Kurzschwanzpapagei (Graydidascalus)
  - Goldsittich (Guaruba)
  - Hapalopsittaca
  - Pinselsittich (Leptosittaca)
  - Mönchssittiche (Myiopsitta)
  - Nandaysittich (Nandayus)
  - Nannopsittaca
  - Gelbohrsittich (Ognorhynchus)
  - Rotbauchara (Orthopsittaca)
  - Weißbauchpapageien (Pionites)
  - Zierpapageien (Pionopsitta)
  - Rotsteißpapageien (Pionus)
  - Kleinaras (Primolius)
    - Halsbandara (Primolius auricollis)
    - Blaukopfara (Primolius couloni)
    - Rotrückenara (Primolius maracana)

  - Psilopsiagon
  - Pyrilia
  - Rotschwanzsittiche (Pyrrhura)
  - Rhynchopsitta
  - Buntschwanzpapageien (Touit)
  - Blaubauchpapagei (Triclaria)

## Gefährdung
Wie andere Papageienfamilien sind auch die Eigentlichen Papageien unterschiedlich stark gefährdet. 24 Arten gelten als potentiell gefährdet, 37 sind gefährdet, 24 stark gefährdet und 7 Arten sind vom Aussterben bedroht. 5 Arten sind in den letzten 500 Jahren ausgestorben. Der Jaraquiel-Sittich (Pyrrhura subandina) aus Kolumbien wurde seit 1949 nicht mehr gesehen. Die Zerstörung der Lebensräume und der illegale Fang für den Heimtierhandel sind die größten Gefahren für die Papageien der Alten Welt.